# Mirica
Mirica je žensko osebno ime.

## Izvor imena
Ime Mirica je različica ženskega osebnega imena Mira oziroma Miroslava.

## Pogostost imena
Po podatkih Statističnega urada Republike Slovenije je bilo na dan 31. decembra 2007 v Sloveniji število ženskih oseb z imenom Mirica: 262.

## Osebni praznik
Osebe z imenom Mirca godujejo takrat kot osebe z imenom Mira.